# محطوط أباد (محمد أباد كرمان)
محطوط أباد (بالفارسية: محطوط‌آباد) هي منطقة سكنية تقع في إيران في Mohammadabad Rural District. يقدر عدد سكانها بـ 565 نسمة بحسب إحصاء 2016.